# Erica curvirostris
Erica curvirostris är en ljungväxtart som beskrevs av Richard Anthony Salisbury. Erica curvirostris ingår i släktet klockljungssläktet, och familjen ljungväxter. Utöver nominatformen finns också underarten E. c. longisepala.